# SOKS
SOKS (em russo:  Система обнаружения кильватерного следа, transl. Sistema obnaruzheniya kil'vaternogo sleda, "Sistema de detecção de despertar"), é um sistema de detecção de submarinos não-acústico criado pela União Soviética. O SOKS funciona detectando radionuclídeos do reator nuclear em submarinos, assinaturas químicas e mudanças no índice de refração da água na esteira dos submarinos. Foi instalado pela primeira vez no submarino classe November K-14 em 1969.
SOKS foi revelado em um documento de 1972 escrito pela Diretoria de Ciência e Tecnologia da Agência Central de Inteligência e desclassificado em junho de 2017.